# هذاب بني
هذاب بني (الاسم العلمي: Mesitornis unicolor)، هو طائر يسكن الأرض ومستوطن في مدغشقر. إنه واحد من ثلاثة أنواع في فصيلة الهذابيات، وعلى الرغم من تصنيفه على أنه معرض للخطر من قبل الاتحاد الدولي لحفظ الطبيعة (IUCN)، إلا أنه الأكثر انتشارًا بين الأنواع الثلاثة.